# 科爾芒廷 (喬治亞州)
科爾芒廷（英語：Coal Mountain）是位於美國喬治亞州福賽斯縣的一個非建制地區。該地的面積和人口皆未知。

## 地理
科爾芒廷的座標為34°16′17″N 84°06′03″W / 34.27139°N 84.10083°W，而該地的平均海拔高度為372米（即1220英尺）。